# Aldo Bertini
Aldo Bertini (La Spezia, 28 febbraio 1906 – Torino, 18 marzo 1977) è stato un filosofo e critico d'arte italiano.
Storico e critico d'arte, fu specializzato nello studio di Michelangelo Buonarroti e del disegno e della scultura del Rinascimento.
La sua interpretazione degli affreschi michelangioleschi della Sistina rappresenta una delle maggiori testimonianze dello studio sul tema prima dei restauri del 1980, restauri che stravolsero decenni di critica specializzata e portarono ad una imponente revisione scientifica ed interpretativa della Volta.
Insegnò Storia dell'arte presso l'Università degli Studi di Torino.

## Biografia
Secondo di quattro figli maschi, nacque da genitori toscani a La Spezia, dove il padre Corrado, laureato in chimica, e in seguito direttore degli stabilimenti della Dinamite Nobel di Signa e di Avigliana, lavorava allora per il Ministero della Marina. Preponderante sulla sua prima formazione fu certamente l'influsso della madre Maria Cerri che, allieva all'università di Pisa dell'italianista Alessandro D’Ancona, compagna di studi e amica del filosofo Giovanni Gentile e del futuro bibliotecario del Senato Fortunato Pintor, dopo la pubblicazione della tesi di laurea si dedicò soprattutto all'istruzione dei figli, che curò personalmente sino alla loro iscrizione al ginnasio inferiore. In seguito allo spostamento della famiglia ad Avigliana, Aldo fu iscritto al Liceo D’Azeglio di Torino, dove ottenne la licenza nel 1923. Il desiderio di studiare architettura lo portò per qualche mese al Politecnico, che però lasciò nel 1924 per la più congeniale facoltà di Lettere e Filosofia, dove conseguì nel 1927 la laurea in filosofia teoretica. È in questo periodo che ai suoi forti interessi filosofici (in particolare per il pensiero di Benedetto Croce, cui renderà spesso visita, soprattutto negli anni Trenta) si aggiunge una crescente passione per la Storia dell'arte, alimentata dai corsi di Lionello Venturi, a sua volta ispirato dall'estetica crociana e prossimo a Croce anche nei sentimenti antifascisti. Non stupisce, in questo contesto, trovare Aldo Bertini (a fianco di Ludovico Geymonat, Leone Ginzburg, Franco Antonicelli e altri studenti di Lettere e di Giurisprudenza) tra i firmatari della lettera di solidarietà inviata da Umberto Cosmo il 31 maggio 1929 a Croce, che per la sua opposizione ai Patti Lateranensi era stato definito da Benito Mussolini “un imboscato della Storia”. La lettera fruttò a Cosmo cinque anni di confino e a quanti avevano firmato qualche settimana di carcere alle Nuove di Torino. Con Lionello Venturi,  Bertini consegue poi la seconda laurea, in Storia della Critica d'arte, il 17 giugno 1930, sul problema del non finito nell'arte di Michelangelo.
Tra i condiscepoli di Storia dell'arte frequenta soprattutto Mario Soldati, Noemi Gabrielli e Giulio Carlo Argan mentre, sullo sfondo più vasto dell'ateneo torinese, forti legami d'amicizia che lo accompagneranno per tutta la vita lo uniscono a una singolare figura di architetto e di sportivo, Carlo Mollino, e a diversi giovani studiosi: Carlo Dionisotti, Aldo Garosci, Arnaldo Momigliano, Massimo Mila, l'economista Mario De Bernardi, Giorgio Agosti. La scrittrice Lalla Romano lo ricorda, in questo periodo, assistente volontario di Venturi:
(Lalla Romano)
Un incontro decisivo è negli anni venti quello con Maria Marchesini, che come lui si laurea in filosofia teoretica nel dicembre del 1927. Sorella della pittrice Nella e collaboratrice di Piero Gobetti nella redazione della rivista “Energie nove”, Maria ha pubblicato presso le Edizioni del Baretti, nel 1926, un saggio sulla poesia omerica. Si sposano il 3 ottobre del 1931; nella primavera del 1933 Maria muore dando alla luce una bambina che non le sopravvive. Dopo la sua morte, verrà pubblicato il suo ultimo lavoro su Niccolò Machiavelli; estremo tributo alla compagna, Bertini ne cura personalmente il testo, e sollecita e ottiene una prefazione di Natalino Sapegno.
La carriera d'insegnante di Aldo Bertini comincia con un incarico in un liceo della Calabria che per un anno, all'indomani della seconda laurea, lo porta lontano dalla famiglia e dagli amici. Seguiranno destinazioni meno disagevoli, che gli consentiranno di affiancare al lavoro d'insegnante un'intensa attività di ricerca: sarà docente di Storia e Filosofia prima ad Alba (1931-1935), poi a Carmagnola (1936-1938), per passare successivamente all'insegnamento della Storia dell'arte dapprima al Liceo artistico di Torino (1938-1946) e in seguito all'Accademia Albertina (1946-1959). Gli anni dell'Accademia, segnati dalla fraterna amicizia con colleghi come Italo Cremona, Enrico Paulucci e Mario Calandri, e dalla frequentazione di giovani artisti come Giacomo Soffiantino, saranno sempre ricordati da Bertini come particolarmente stimolanti, in un ambiente aperto alle più varie declinazioni della pratica artistica contemporanea.
Il 25 giugno 1945 sposa Lia Pinna Pintor, sorella di Plinio Pinna Pintor, cugina e collaboratrice di Giaime Pintor e traduttrice di Nietzsche per Einaudi; diventa così cognato dell'amico Carlo Dionisotti, che ha sposato nel 1942 una delle sorelle maggiori di Lia, Marisa. Dal matrimonio di Aldo Bertini e Lia Pinna Pintor nascerà nel 1947 una figlia, Mariolina.
Nel 1957, quando Anna Maria Brizio lascia l'Università di Torino per la Statale di Milano, viene affidato ad Aldo Bertini l'incarico di Storia dell'arte; dal 1962 sarà professore ordinario presso la Facoltà di Lettere sino al 1976, anno della sua collocazione fuori ruolo. I suoi corsi trattano in particolare della scultura fiorentina e toscana del ‘400 e del ‘500, di Michelangelo, dell'ultimo periodo di Raffaello Sanzio, della pittura rinascimentale in Lombardia e in Veneto; non rinuncia tuttavia a seguire eventi ed esposizioni di arte contemporanea, che segnala agli allievi nel corso delle sue lezioni. Durante gli anni del suo insegnamento la biblioteca e la fototeca dell'Istituto di Storia dell'Arte conoscono un notevole incremento; viene creata nel 1961 la Scuola di Perfezionamento in Storia dell'Arte e sono poi attivati successivamente un insegnamento di Storia dell'arte medioevale (1967) e uno di Storia della critica d'arte (1972). Vengono discusse tesi da lui dirette di alto valore scientifico, tra cui quelle di Giovanni Romano, Gianni Carlo Sciolla, Costanza Montel, Elena Brezzi, Silvana Pettenati, Ada Quazza, Giovanna Galante Garrone.

## Opera
È sulla rivista “L'Arte” – in cui dal 1930 il fondatore, Adolfo Venturi, è affiancato nella direzione dal figlio Lionello – che Aldo Bertini pubblica, nel marzo del 1930, il suo primo articolo, riprendendo uno dei temi centrali della sua tesi di laurea. Si tratta di un problema che è al centro del dibattito tra i michelangiolisti del tempo: il gran numero di sculture di Michelangelo rimaste, secondo l'espressione del Vasari, “imperfette”, non finite. Rifacendosi alla filosofia di Hegel, Henry Thode, uno dei più autorevoli studiosi tedeschi, aveva suggerito che all'origine di tale fenomeno ci fosse una sorta di conflitto insanabile (e per Michelangelo lacerante) tra la scultura, arte per eccellenza pagana, e la pittura, arte che invece raggiunge la perfezione con il cristianesimo. Reimpostando la questione in termini non più hegeliani ma crociani, Bertini vedeva invece nel non finito una componente stilistica, un “mezzo di espressione” destinato ad “accentuare il rilievo, a far risaltare per contrasto il finito”; a suo parere, “l'artista per esteriorizzare il proprio sentimento aveva bisogno di una sintesi estremamente rapida e ardita che egli appunto realizza mediante l'abbozzo”. Questa tesi all'epoca innovativa, che Bertini difenderà anche in due successivi interventi, troverà un'eco nell'opera critica di Giovanni Macchia; contribuirà infatti ad orientare il grande francesista verso la valorizzazione del perennemente “non finito” “magma dei progetti” di Charles Baudelaire.
Durante gli anni del suo insegnamento nei licei, Bertini non rinuncia agli studi storico-artistici, pubblicando articoli e saggi su “L'Arte”, “Emporium” e “Le Arti”. Contribuisce, con studi di carattere metodologico, all'introduzione in Italia della scuola purovisibilista viennese , in particolare con un saggio dedicato a Max Dvořák. I suoi studi michelangioleschi proseguono con la pubblicazione, nella “Biblioteca d'arte” diretta per Einaudi dall'amico Carlo Ludovico Ragghianti, di una monografia, attenta soprattutto ai valori stilistici e formali, su Michelangelo fino alla Sistina (1942). Un aspetto di quest'opera preannuncia importanti sviluppi futuri del suo lavoro: “l'interesse per il disegno considerato come momento ideale ed espressivo autonomo (…), come testimonianza unica e irripetibile della creatività individuale artistica”. All'indomani della guerra e negli anni cinquanta il disegno diventa infatti l'interesse principale di Bertini, la cui attività in questo campo culmina nel catalogo complessivo dei disegni italiani della Biblioteca Reale di Torino, edito nel 1958 dal Poligrafico dello Stato. A questo polo d'interesse si affiancano, negli anni della docenza universitaria, altri temi affrontati “con taglio filologico serrato e strenuo”: il manierismo tosco-romano ed emiliano, la pittura del Quattrocento e del Cinquecento lombardo e veneto (Foppa, Luini, Spanzotti, Tintoretto), la scultura toscana del Quattrocento e del Cinquecento (Jacopo della Quercia, Andrea del Verrocchio, Michelangelo Buonarroti). Testimonianza di un insegnamento assiduamente nutrito da un'appassionata, ininterrotta ricerca restano gli appunti dei corsi degli anni sessanta, curati con affettuosa acribia da allieve come Ada Quazza e Costanza Segre Montel.

## Scritti
- Il problema del non finito nell'arte di Michelangelo, in “L'arte”, XXXIII, 1930 pp. 121–138.
- Ancora sul non finito di Michelangelo, in “L'arte”, XXXIV, 2, 1931, pp. 172–174.
- A proposito di note michelangelesche, in “L'arte”, XXXIV, 4, 1931, pp. 355–358.
- Sulla critica di Dvořák, in “L'arte”, XXXIV, 1931, pp. 461–467.
- Per la critica del Correggio, in “La Cultura”, XIII, 1934, 5-6, pp. 78–79.
- L'arte del Verrocchio, in “L'arte”, XXXVIII, 6, 1935, pp. 433–473.
- Nuove tendenze dell'architettura italiana. La sede della Società ippica a Torino, in “Le Arti”, XIX, 2, 1940-1941, pp. 117–118.
- La mostra di Pio Semeghini a Torino, in “Le Arti”, XIX, 5, 1941, pp. 376–377.
- Torino. Luigi Spazzapan, in “Le Arti”, XIX, 1, 1941, pp. 56–58.
- Michelangelo fino alla Sistina, Torino, Einaudi, 1942 (Biblioteca d'arte, 3). Edizione di 1400 esemplari numerati.